# Thẩm phán sơ cấp (Việt Nam)
Thẩm phán sơ cấp là chức danh và ngạch thẩm phán thấp nhất trong hệ thống tòa án nhân dân ở Việt Nam.

## Tiêu chuẩn bổ nhiệm
1. Người có đủ các tiêu chuẩn chung của thẩm phán trong hệ thống tòa án nhân dân và có đủ các điều kiện sau đây thì có thể được tuyển chọn, bổ nhiệm làm Thẩm phán sơ cấp; nếu là sỹ quan quân đội tại ngũ thì có thể được tuyển chọn, bổ nhiệm làm Thẩm phán sơ cấp thuộc Tòa án quân sự:
a) Có thời gian làm công tác pháp luật từ 5 năm trở lên;
b) Có năng lực xét xử những vụ án và giải quyết những việc khác thuộc thẩm quyền của Tòa án theo quy định của luật tố tụng;
c) Đã trúng tuyển kỳ thi tuyển chọn Thẩm phán sơ cấp.
2. Trong trường hợp đặc biệt, người được cơ quan, tổ chức có thẩm quyền điều động đến để đảm nhiệm chức vụ lãnh đạo Tòa án nhân dân cấp cao, Tòa án nhân dân tỉnh, thành phố trực thuộc trung ương, Tòa án nhân dân huyện, quận, thị xã, thành phố thuộc tỉnh và tương đương, tuy chưa đủ thời gian làm công tác pháp luật nhưng có đủ các tiêu chuẩn chung của thẩm phán trong hệ thống tòa án nhân dân và có năng lực xét xử những vụ án và giải quyết những việc khác thuộc thẩm quyền của Tòa án theo quy định của luật tố tụng thì có thể được tuyển chọn và bổ nhiệm làm Thẩm phán sơ cấp; nếu người đó là sĩ quan quân đội tại ngũ thì có thể được tuyển chọn và bổ nhiệm làm Thẩm phán sơ cấp các Tòa án quân sự.